# Lodewijk IV van Hessen-Darmstadt
Frederik Willem Lodewijk Karel (Bessungen (Darmstadt), 12 september 1837 – aldaar, 13 maart 1892) was van 1877 tot 1892 groothertog van Hessen en aan de Rijn. Hij was de zoon van Elisabeth van Pruisen en Karel van Hessen-Darmstadt, een broer van groothertog Lodewijk III.

## Huwelijk
Op 1 juli 1862 huwde hij op het eiland Wight met prinses Alice van Saksen-Coburg en Gotha, de tweede dochter van de Britse koningin Victoria en verkreeg van zijn schoonmoeder het predicaat Koninklijke Hoogheid en de titel ridder in de Orde van de Kousenband. Zijn nieuwe predicaat was overigens slechts geldig in Groot-Brittannië, in Duitsland behield hij zijn status van Groothertogelijke Hoogheid. Alice was een zuster van prinses Victoria, waardoor Lodewijk een zwager van zijn jeugdvriend de latere keizer Frederik III werd.

## Gezin
Lodewijk en Alice kregen samen zeven kinderen:
- Victoria (5 april 1863 - 24 september 1950), getrouwd met Lodewijk Alexander van Battenberg; alzo grootmoeder van Philip Mountbatten (1921-2021), de echtgenoot van koningin Elizabeth II van het Verenigd Koninkrijk (1926-2022)
- Elisabeth (1 november 1864 - 18 juli 1918), getrouwd met grootvorst Sergej Aleksandrovitsj van Rusland; door haar huwelijk kreeg ze de naam Elisabeth Fjodorovna
- Irene (11 juli 1866 - 11 november 1953), getrouwd met prins Albert Willem Hendrik van Pruisen
- Ernst Lodewijk (25 november 1868 - 9 oktober 1937), eerst getrouwd met prinses Victoria Melita van Saksen-Coburg en Gotha (in 1901 gescheiden); nadien gehuwd met Eleonore van Solms-Hohensolms-Lich
- Frederik (7 oktober 1870 - 29 mei 1873), overleden aan hemofilie na een val uit het raam
- Alix ("Sunny") (6 juni 1872 - 17 juli 1918), getrouwd met tsaar Nicolaas II van Rusland; door haar huwelijk kreeg ze de naam  Alexandra Fjodorovna
- Marie (24 mei 1874 - 16 november 1878), overleden aan difterie

## Militaire carrière en naoorlogse tijd
Lodewijk streed in de Oostenrijks-Pruisische Oorlog van 1866 als aanvoerder van de Hessische cavalerie aan Oostenrijkse zijde. Nadat dit land de strijd had verloren, voegde Lodewijk III zich bij Pruisen. Gedurende de Frans-Pruisische Oorlog van 1870-1871 leidde hij het Hessische contingent van de legers van de Noord-Duitse Bond. Bij de dood van zijn kinderloos gebleven oom op 13 juni 1877 verkreeg hij als Lodewijk IV de groothertogelijke titel.
De in het naburige Bonn studerende Pruisische prins Wilhelm (II), de latere keizer van Duitsland, bezocht het gezin regelmatig en werd hopeloos verliefd op Lodewijks dochter Elisabeth ("Ella") - zijn nicht. Er zijn aanwijzingen dat er enige tijd sprake was van een huwelijk tussen de twee, maar zij wees hem af en een huwelijk tussen neef en nicht werd toch niet raadzaam geacht.
Groothertogin Alice stierf in 1878. Lodewijk sloot op 30 april 1884 een morganatisch huwelijk met Alexandrina Hutten-Czapska, voormalig echtgenote van Alexander Kolémine, Russisch zaakgelastigde te Darmstadt. Hij schonk haar de titel gravin van Romrod. Dit huwelijk veroorzaakte echter een groot schandaal en werd nog datzelfde jaar ontbonden.
Op 1 mei 1882 benoemde koning Willem III der Nederlanden Lodewijk IV tot commandeur in de Militaire Willems-Orde. Het was een onderscheiding uit beleefdheid.
Lodewijk IV stierf op 13 maart 1892 en werd opgevolgd door zijn zoon Ernst Lodewijk. Lodewijk IV ligt begraven in het groothertogelijke mausoleum te Rosenhöhe bij Darmstadt.

## Kwartierstaat
| Lodewijk I van Hessen-Darmstadt (1753-1830) | Lodewijk I van Hessen-Darmstadt (1753-1830) | Lodewijk I van Hessen-Darmstadt (1753-1830) | Lodewijk I van Hessen-Darmstadt (1753-1830) | Lodewijk I van Hessen-Darmstadt (1753-1830)  | Lodewijk I van Hessen-Darmstadt (1753-1830)  | Louise van Hesse-Darmstadt (1761-1829)       | Louise van Hesse-Darmstadt (1761-1829)       | Louise van Hesse-Darmstadt (1761-1829)       | Louise van Hesse-Darmstadt (1761-1829)       | Louise van Hesse-Darmstadt (1761-1829) | Louise van Hesse-Darmstadt (1761-1829) |                                              |                                              | Karel Lodewijk van Baden (1755-1801)         | Karel Lodewijk van Baden (1755-1801)         | Karel Lodewijk van Baden (1755-1801)         | Karel Lodewijk van Baden (1755-1801)         | Karel Lodewijk van Baden (1755-1801) | Karel Lodewijk van Baden (1755-1801) | Amalia van Hessen-Darmstadt (1754-1832)  | Amalia van Hessen-Darmstadt (1754-1832)  | Amalia van Hessen-Darmstadt (1754-1832)  | Amalia van Hessen-Darmstadt (1754-1832)  | Amalia van Hessen-Darmstadt (1754-1832)  | Amalia van Hessen-Darmstadt (1754-1832)  |  |  | Frederik Willem II van Pruisen (1744-1797) | Frederik Willem II van Pruisen (1744-1797) | Frederik Willem II van Pruisen (1744-1797) | Frederik Willem II van Pruisen (1744-1797) | Frederik Willem II van Pruisen (1744-1797) | Frederik Willem II van Pruisen (1744-1797) | Frederika van Hessen-Darmstadt (1751-1805) | Frederika van Hessen-Darmstadt (1751-1805) | Frederika van Hessen-Darmstadt (1751-1805) | Frederika van Hessen-Darmstadt (1751-1805) | Frederika van Hessen-Darmstadt (1751-1805) | Frederika van Hessen-Darmstadt (1751-1805) |                                         |                                         | Frederik V van Hessen-Homburg (1748-1820) | Frederik V van Hessen-Homburg (1748-1820) | Frederik V van Hessen-Homburg (1748-1820)        | Frederik V van Hessen-Homburg (1748-1820)        | Frederik V van Hessen-Homburg (1748-1820)        | Frederik V van Hessen-Homburg (1748-1820)        | Caroline van Hessen-Darmstadt (1746-1821)        | Caroline van Hessen-Darmstadt (1746-1821)        | Caroline van Hessen-Darmstadt (1746-1821) | Caroline van Hessen-Darmstadt (1746-1821) | Caroline van Hessen-Darmstadt (1746-1821) | Caroline van Hessen-Darmstadt (1746-1821) |  |  |  |  |  |  |  |  |  |  |  |  |  |  |  |  |  |  |  |  |  |  |  |  |  |  |  |  |  |  |  |  |  |  |  |  |  |  |  |  |  |  |  |  |  |  |  |  |
| Lodewijk I van Hessen-Darmstadt (1753-1830) | Lodewijk I van Hessen-Darmstadt (1753-1830) | Lodewijk I van Hessen-Darmstadt (1753-1830) | Lodewijk I van Hessen-Darmstadt (1753-1830) | Lodewijk I van Hessen-Darmstadt (1753-1830)  | Lodewijk I van Hessen-Darmstadt (1753-1830)  | Louise van Hesse-Darmstadt (1761-1829)       | Louise van Hesse-Darmstadt (1761-1829)       | Louise van Hesse-Darmstadt (1761-1829)       | Louise van Hesse-Darmstadt (1761-1829)       | Louise van Hesse-Darmstadt (1761-1829) | Louise van Hesse-Darmstadt (1761-1829) |                                              |                                              | Karel Lodewijk van Baden (1755-1801)         | Karel Lodewijk van Baden (1755-1801)         | Karel Lodewijk van Baden (1755-1801)         | Karel Lodewijk van Baden (1755-1801)         | Karel Lodewijk van Baden (1755-1801) | Karel Lodewijk van Baden (1755-1801) | Amalia van Hessen-Darmstadt (1754-1832)  | Amalia van Hessen-Darmstadt (1754-1832)  | Amalia van Hessen-Darmstadt (1754-1832)  | Amalia van Hessen-Darmstadt (1754-1832)  | Amalia van Hessen-Darmstadt (1754-1832)  | Amalia van Hessen-Darmstadt (1754-1832)  |  |  | Frederik Willem II van Pruisen (1744-1797) | Frederik Willem II van Pruisen (1744-1797) | Frederik Willem II van Pruisen (1744-1797) | Frederik Willem II van Pruisen (1744-1797) | Frederik Willem II van Pruisen (1744-1797) | Frederik Willem II van Pruisen (1744-1797) | Frederika van Hessen-Darmstadt (1751-1805) | Frederika van Hessen-Darmstadt (1751-1805) | Frederika van Hessen-Darmstadt (1751-1805) | Frederika van Hessen-Darmstadt (1751-1805) | Frederika van Hessen-Darmstadt (1751-1805) | Frederika van Hessen-Darmstadt (1751-1805) |                                         |                                         | Frederik V van Hessen-Homburg (1748-1820) | Frederik V van Hessen-Homburg (1748-1820) | Frederik V van Hessen-Homburg (1748-1820)        | Frederik V van Hessen-Homburg (1748-1820)        | Frederik V van Hessen-Homburg (1748-1820)        | Frederik V van Hessen-Homburg (1748-1820)        | Caroline van Hessen-Darmstadt (1746-1821)        | Caroline van Hessen-Darmstadt (1746-1821)        | Caroline van Hessen-Darmstadt (1746-1821) | Caroline van Hessen-Darmstadt (1746-1821) | Caroline van Hessen-Darmstadt (1746-1821) | Caroline van Hessen-Darmstadt (1746-1821) |  |  |  |  |  |  |  |  |  |  |  |  |  |  |  |  |  |  |  |  |  |  |  |  |  |  |  |  |  |  |  |  |  |  |  |  |  |  |  |  |  |  |  |  |  |  |  |  |
|                                             |                                             |                                             |                                             |                                              |                                              |                                              |                                              |                                              |                                              |                                        |                                        |                                              |                                              |                                              |                                              |                                              |                                              |                                      |                                      |                                          |                                          |                                          |                                          |                                          |                                          |  |  |                                            |                                            |                                            |                                            |                                            |                                            |                                            |                                            |                                            |                                            |                                            |                                            |                                         |                                         |                                           |                                           |                                                  |                                                  |                                                  |                                                  |                                                  |                                                  |                                           |                                           |                                           |                                           |  |  |  |  |  |  |  |  |  |  |  |  |  |  |  |  |  |  |  |  |  |  |  |  |  |  |  |  |  |  |  |  |  |  |  |  |  |  |  |  |  |  |  |  |  |  |  |  |
|                                             |                                             |                                             |                                             | Lodewijk II van Hessen-Darmstadt (1777-1848) | Lodewijk II van Hessen-Darmstadt (1777-1848) | Lodewijk II van Hessen-Darmstadt (1777-1848) | Lodewijk II van Hessen-Darmstadt (1777-1848) | Lodewijk II van Hessen-Darmstadt (1777-1848) | Lodewijk II van Hessen-Darmstadt (1777-1848) |                                        |                                        |                                              |                                              |                                              |                                              | Wilhelmina van Baden (1788-1836)             | Wilhelmina van Baden (1788-1836)             | Wilhelmina van Baden (1788-1836)     | Wilhelmina van Baden (1788-1836)     | Wilhelmina van Baden (1788-1836)         | Wilhelmina van Baden (1788-1836)         |                                          |                                          |                                          |                                          |  |  |                                            |                                            |                                            |                                            | Willem van Pruisen (1783-1851)             | Willem van Pruisen (1783-1851)             | Willem van Pruisen (1783-1851)             | Willem van Pruisen (1783-1851)             | Willem van Pruisen (1783-1851)             | Willem van Pruisen (1783-1851)             |                                            |                                            |                                         |                                         |                                           |                                           | Marie Anne Amalie van Hessen-Homburg (1785-1846) | Marie Anne Amalie van Hessen-Homburg (1785-1846) | Marie Anne Amalie van Hessen-Homburg (1785-1846) | Marie Anne Amalie van Hessen-Homburg (1785-1846) | Marie Anne Amalie van Hessen-Homburg (1785-1846) | Marie Anne Amalie van Hessen-Homburg (1785-1846) |                                           |                                           |                                           |                                           |  |  |  |  |  |  |  |  |  |  |  |  |  |  |  |  |  |  |  |  |  |  |  |  |  |  |  |  |  |  |  |  |  |  |  |  |  |  |  |  |  |  |  |  |  |  |  |  |
|                                             |                                             |                                             |                                             | Lodewijk II van Hessen-Darmstadt (1777-1848) | Lodewijk II van Hessen-Darmstadt (1777-1848) | Lodewijk II van Hessen-Darmstadt (1777-1848) | Lodewijk II van Hessen-Darmstadt (1777-1848) | Lodewijk II van Hessen-Darmstadt (1777-1848) | Lodewijk II van Hessen-Darmstadt (1777-1848) |                                        |                                        |                                              |                                              |                                              |                                              | Wilhelmina van Baden (1788-1836)             | Wilhelmina van Baden (1788-1836)             | Wilhelmina van Baden (1788-1836)     | Wilhelmina van Baden (1788-1836)     | Wilhelmina van Baden (1788-1836)         | Wilhelmina van Baden (1788-1836)         |                                          |                                          |                                          |                                          |  |  |                                            |                                            |                                            |                                            | Willem van Pruisen (1783-1851)             | Willem van Pruisen (1783-1851)             | Willem van Pruisen (1783-1851)             | Willem van Pruisen (1783-1851)             | Willem van Pruisen (1783-1851)             | Willem van Pruisen (1783-1851)             |                                            |                                            |                                         |                                         |                                           |                                           | Marie Anne Amalie van Hessen-Homburg (1785-1846) | Marie Anne Amalie van Hessen-Homburg (1785-1846) | Marie Anne Amalie van Hessen-Homburg (1785-1846) | Marie Anne Amalie van Hessen-Homburg (1785-1846) | Marie Anne Amalie van Hessen-Homburg (1785-1846) | Marie Anne Amalie van Hessen-Homburg (1785-1846) |                                           |                                           |                                           |                                           |  |  |  |  |  |  |  |  |  |  |  |  |  |  |  |  |  |  |  |  |  |  |  |  |  |  |  |  |  |  |  |  |  |  |  |  |  |  |  |  |  |  |  |  |  |  |  |  |
|                                             |                                             |                                             |                                             |                                              |                                              |                                              |                                              |                                              |                                              | Karel van Hessen-Darmstadt (1809-1877) | Karel van Hessen-Darmstadt (1809-1877) | Karel van Hessen-Darmstadt (1809-1877)       | Karel van Hessen-Darmstadt (1809-1877)       | Karel van Hessen-Darmstadt (1809-1877)       | Karel van Hessen-Darmstadt (1809-1877)       |                                              |                                              |                                      |                                      |                                          |                                          |                                          |                                          |                                          |                                          |  |  |                                            |                                            |                                            |                                            |                                            |                                            |                                            |                                            |                                            |                                            | Elisabeth van Pruisen (1815-1885)          | Elisabeth van Pruisen (1815-1885)          | Elisabeth van Pruisen (1815-1885)       | Elisabeth van Pruisen (1815-1885)       | Elisabeth van Pruisen (1815-1885)         | Elisabeth van Pruisen (1815-1885)         |                                                  |                                                  |                                                  |                                                  |                                                  |                                                  |                                           |                                           |                                           |                                           |  |  |  |  |  |  |  |  |  |  |  |  |  |  |  |  |  |  |  |  |  |  |  |  |  |  |  |  |  |  |  |  |  |  |  |  |  |  |  |  |  |  |  |  |  |  |  |  |
|                                             |                                             |                                             |                                             |                                              |                                              |                                              |                                              |                                              |                                              | Karel van Hessen-Darmstadt (1809-1877) | Karel van Hessen-Darmstadt (1809-1877) | Karel van Hessen-Darmstadt (1809-1877)       | Karel van Hessen-Darmstadt (1809-1877)       | Karel van Hessen-Darmstadt (1809-1877)       | Karel van Hessen-Darmstadt (1809-1877)       |                                              |                                              |                                      |                                      |                                          |                                          |                                          |                                          |                                          |                                          |  |  |                                            |                                            |                                            |                                            |                                            |                                            |                                            |                                            |                                            |                                            | Elisabeth van Pruisen (1815-1885)          | Elisabeth van Pruisen (1815-1885)          | Elisabeth van Pruisen (1815-1885)       | Elisabeth van Pruisen (1815-1885)       | Elisabeth van Pruisen (1815-1885)         | Elisabeth van Pruisen (1815-1885)         |                                                  |                                                  |                                                  |                                                  |                                                  |                                                  |                                           |                                           |                                           |                                           |  |  |  |  |  |  |  |  |  |  |  |  |  |  |  |  |  |  |  |  |  |  |  |  |  |  |  |  |  |  |  |  |  |  |  |  |  |  |  |  |  |  |  |  |  |  |  |  |
|                                             |                                             |                                             |                                             |                                              |                                              |                                              |                                              |                                              |                                              |                                        |                                        |                                              |                                              |                                              |                                              |                                              |                                              |                                      |                                      |                                          |                                          |                                          |                                          |                                          |                                          |  |  |                                            |                                            |                                            |                                            |                                            |                                            |                                            |                                            |                                            |                                            |                                            |                                            |                                         |                                         |                                           |                                           |                                                  |                                                  |                                                  |                                                  |                                                  |                                                  |                                           |                                           |                                           |                                           |  |  |  |  |  |  |  |  |  |  |  |  |  |  |  |  |  |  |  |  |  |  |  |  |  |  |  |  |  |  |  |  |  |  |  |  |  |  |  |  |  |  |  |  |  |  |  |  |
|                                             |                                             |                                             |                                             |                                              |                                              |                                              |                                              |                                              |                                              |                                        |                                        |                                              |                                              |                                              |                                              |                                              |                                              |                                      |                                      |                                          |                                          |                                          |                                          |                                          |                                          |  |  |                                            |                                            |                                            |                                            |                                            |                                            |                                            |                                            |                                            |                                            |                                            |                                            |                                         |                                         |                                           |                                           |                                                  |                                                  |                                                  |                                                  |                                                  |                                                  |                                           |                                           |                                           |                                           |  |  |  |  |  |  |  |  |  |  |  |  |  |  |  |  |  |  |  |  |  |  |  |  |  |  |  |  |  |  |  |  |  |  |  |  |  |  |  |  |  |  |  |  |  |  |  |  |
|                                             |                                             |                                             |                                             |                                              |                                              |                                              |                                              |                                              |                                              |                                        |                                        | Lodewijk IV van Hessen-Darmstadt (1837-1892) | Lodewijk IV van Hessen-Darmstadt (1837-1892) | Lodewijk IV van Hessen-Darmstadt (1837-1892) | Lodewijk IV van Hessen-Darmstadt (1837-1892) | Lodewijk IV van Hessen-Darmstadt (1837-1892) | Lodewijk IV van Hessen-Darmstadt (1837-1892) |                                      |                                      | Hendrik van Hessen-Darmstadt (1838-1900) | Hendrik van Hessen-Darmstadt (1838-1900) | Hendrik van Hessen-Darmstadt (1838-1900) | Hendrik van Hessen-Darmstadt (1838-1900) | Hendrik van Hessen-Darmstadt (1838-1900) | Hendrik van Hessen-Darmstadt (1838-1900) |  |  | Anna van Hessen-Darmstadt (1843-1865)      | Anna van Hessen-Darmstadt (1843-1865)      | Anna van Hessen-Darmstadt (1843-1865)      | Anna van Hessen-Darmstadt (1843-1865)      | Anna van Hessen-Darmstadt (1843-1865)      | Anna van Hessen-Darmstadt (1843-1865)      |                                            |                                            | Willem van Hessen-Darmstadt (1845-1900)    | Willem van Hessen-Darmstadt (1845-1900)    | Willem van Hessen-Darmstadt (1845-1900)    | Willem van Hessen-Darmstadt (1845-1900)    | Willem van Hessen-Darmstadt (1845-1900) | Willem van Hessen-Darmstadt (1845-1900) |                                           |                                           |                                                  |                                                  |                                                  |                                                  |                                                  |                                                  |                                           |                                           |                                           |                                           |  |  |  |  |  |  |  |  |  |  |  |  |  |  |  |  |  |  |  |  |  |  |  |  |  |  |  |  |  |  |  |  |  |  |  |  |  |  |  |  |  |  |  |  |  |  |  |  |